# Вощовка
Вощовка — река в России, протекает в Поназыревском районе Костромской области. Устье реки находится в 23 км по правому берегу реки Нея. Длина реки составляет 10 км.
Исток реки находится в лесу северо-восточнее деревни Яковлево и в 16 км юго-западнее Поназырево. Река течёт на юг по ненаселённому лесу, впадает в Нею выше деревни Панино.

## Данные водного реестра
По данным государственного водного реестра России относится к Верхневолжскому бассейновому округу, водохозяйственный участок реки — Ветлуга от истока до города Ветлуга, речной подбассейн реки — Волга от впадения Оки до Куйбышевского водохранилища (без бассейна Суры). Речной бассейн реки — (Верхняя) Волга до Куйбышевского водохранилища (без бассейна Оки).
Код объекта в государственном водном реестре — 08010400112110000042070.